# 15727 Янморісон
15727 Янморісон (15727 Ianmorison) — астероїд головного поясу, відкритий 10 жовтня 1990 року.
Тіссеранів параметр щодо Юпітера — 3,589.